# 5-та авіаційна дивізія (Третій Рейх)
5-та авіаційна дивізія (Третій Рейх) (нім. 5. Flieger-Division) — авіаційна дивізія повітряних сил нацистської Німеччини за часів Другої світової війни.

## Історія
5-та авіаційна дивізія Люфтваффе вперше створена 1 серпня 1938 року в Брауншвейзі наказом Рейхслюфтфарктміністерства (RLM), шляхом переформування 7-го вищого авіаційного командування (нім. Höhere Fliegerkommandeure VII). 1 листопада 1938 року дивізію перейменували на 31-шу авіаційну дивізію, але вже 1 лютого 1939 року повернули стару назву.
11 жовтня 1939 року на її основі був розгорнутий у Герстгофені V повітряний корпус Люфтваффе.
19 грудня 1944 року 5-та авіаційна дивізія сформована вдруге на норвезькій військово-повітряній базі Бардуфосс. Капітулювала по завершенню війни в Норвегії.

## Основні райони базування штабу 5-ї авіаційної дивізії
| Час                            | Місто      |
| ------------------------------ | ---------- |
| 1-е формування:                |            |
| 1 серпня — листопад 1938       | Брауншвейг |
| листопад 1938 — вересень 1939  | Мюнхен     |
| вересень — 11 жовтня 1939      | Герстгофен |
| 2-е формування:                |            |
| 19 грудня 1944 — 8 травня 1945 | Бардуфосс  |

## Командування

### Командири
1-е формування
- генерал авіації Людвіг Вольф (нім. Ludwig Wolff) (1 серпня 1938 — 31 січня 1939);
- генерал-майор Роберт Ріттер фон Грейм (нім. Robert Ritter von Greim) (1 лютого — 11 жовтня 1939);

2-е формування
- оберст Ернст Кюль (нім. Ernst Kühl) (19 грудня 1944 — 31 січня 1945);
- генерал-майор Вальтер Шторп (нім. Walter Storp) (31 січня — 8 травня 1945).

## Підпорядкованість
| Час                           | Командування флот                    |
| ----------------------------- | ------------------------------------ |
| 1-е формування                |                                      |
| 1 серпня — листопад 1939      | 2-ге командування авіагруп Люфтваффе |
| листопад 1938 — лютий 1939    | 3-те командування авіагруп Люфтваффе |
| лютий — 11 жовтня 1939        | 3-й повітряний флот                  |
| 2-е формування                |                                      |
| 19 грудня 1944 — травень 1945 | Командування Люфтваффе у Норвегії    |